# Calle de Argumosa

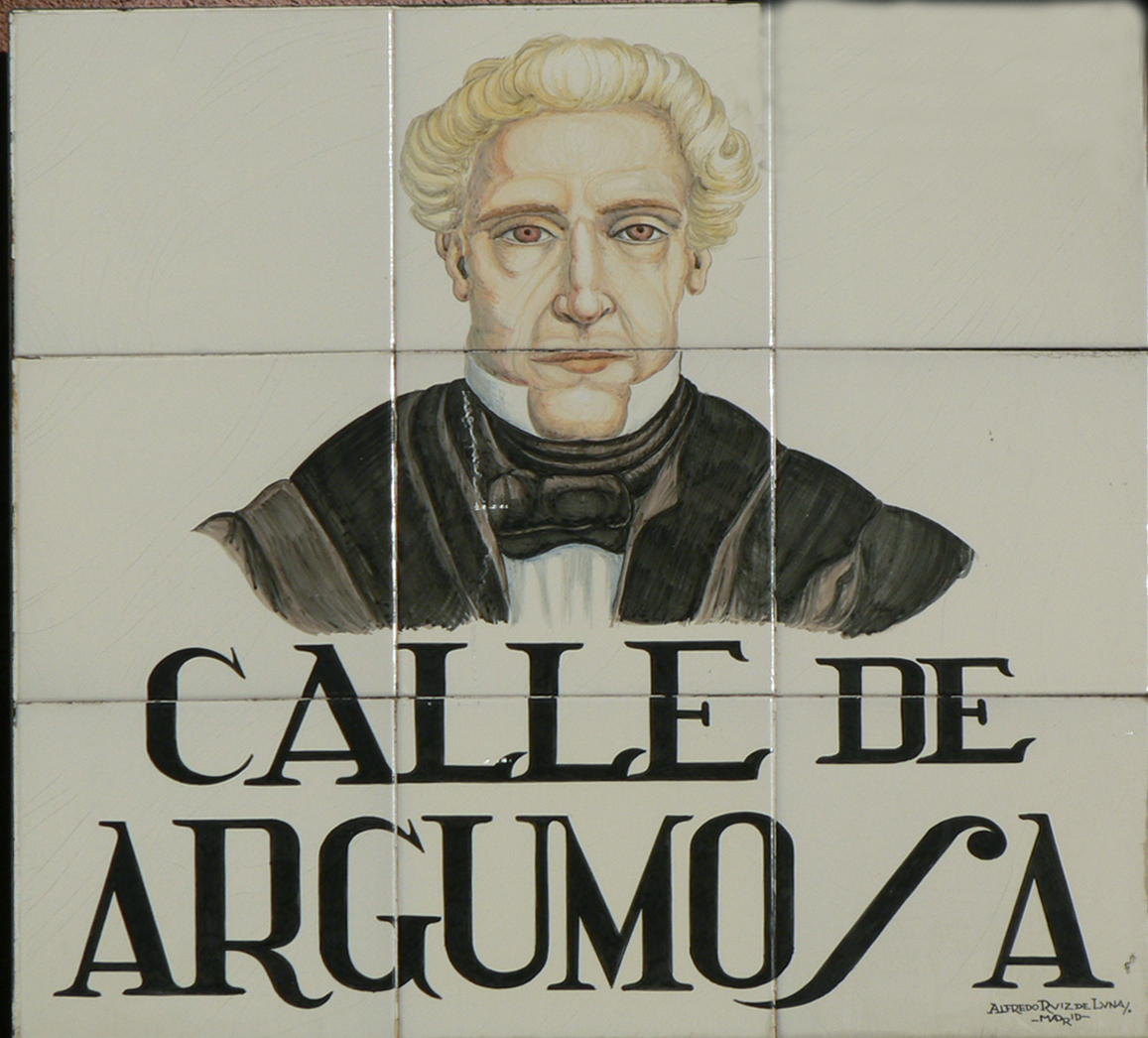
Placa identificadora de la calle con un retrato del doctor Diego de Argumosa.

La calle de Argumosa (denominada popularmente como el bulevar de Lavapiés) es una calle madrileña que une la plaza de Lavapiés con la Ronda de Atocha. El nombre oficial de la calle se debe a la honra del cirujano español Diego de Argumosa que destacó por sus trabajos quirúgicos en el vecino Colegio de Cirugía de San Carlos (Anexo al Hospital General). En el eje viario de esta calle se celebran las fiestas de San Lorenzo (del 8 al 12 del mes de agosto). A comienzos del siglo xxi la calle se ha transformado en una calle de terrazas y restaurantes de muy diversas culturas.

## Historia

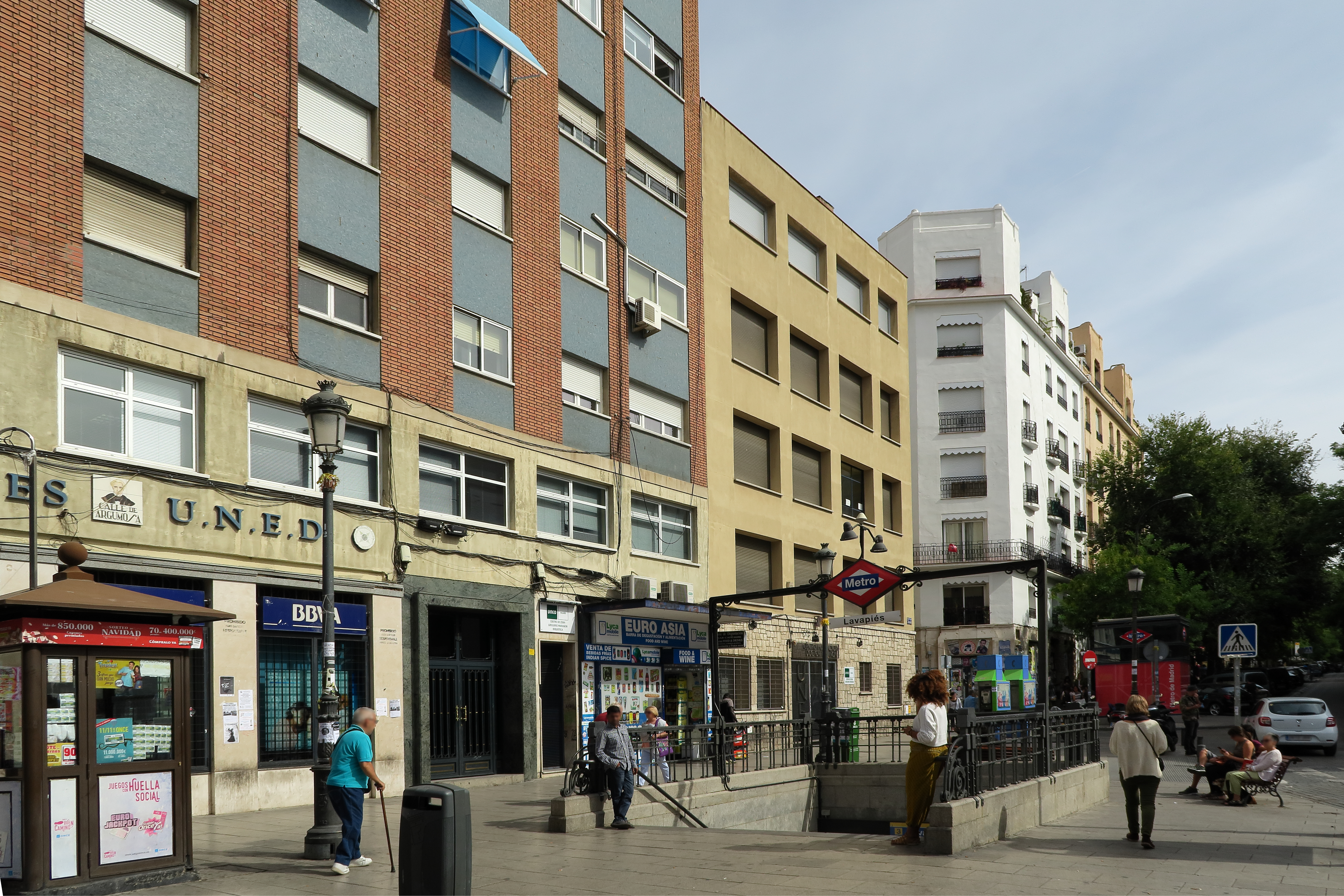
Calle Argumosa, desde plaza de Lavapiés (en 2016)

El espacio que ocupa la plaza de Lavapiés y parte de la actual calle de Argumosa se encontraba, a finales del siglo XVI ocupado por un gueto judío cuya sinagoga se encontraba situada en la actual parroquia de San Lorenzo. Llegando a existir un cementerio en las cercanías. Las viviendas de esta calle formaban parte de los denominados «barrios bajos» de la ciudad. En 1860 el ingeniero Carlos María de Castro se encontraba realizando planes para el ensanche de Madrid y esta calle estaba en la frontera. La cercanía con la calle de Santa Isabel y el Hospital Provincial atrajo el ambiente médico de la ciudad de comienzos de siglo; su rehabilitación y transformación en el Museo Reina Sofía cambió el escenario de la calle.